# Birabenella argentina
Espèce
Synonymes
- Oonopinus argentinus Birabén, 1955

Birabenella argentina est une espèce d'araignées aranéomorphes de la famille des Oonopidae.

## Distribution
Cette espèce est endémique de la province de Catamarca en Argentine,.

## Description
Le mâle décrit par Grismado en 2010 mesure 1,71 mm.

## Étymologie
Son nom d'espèce lui a été donné en référence au lieu de sa découverte, l'Argentine.

## Publication originale
- Birabén, 1955 : Dos nuevos oonopidos de la Argentina. Neotropica, vol. 1, p. 73–76.